# برسل (آلمان)
برسل (به آلمانی: Berßel) یک منطقهٔ مسکونی در آلمان است که در اویترویک واقع شده‌است. برسل ۷۳۶ نفر جمعیت دارد.